# Китайски панголин
Китайските панголини (Manis pentadactyla), също китайски люспеници, са вид средноголеми бозайници от семейство Панголинови (Manidae).
Разпространени са в Азия от остров Тайван и Южен Китай до подножието на Хималаите в Непал. Достигат 60 cm дължина на тялото с главата и 7 kg маса. Както и останалите люспеници, тялото им е покрито с твърди люспи. Активни са през нощта и се хранят с насекоми, главно мравки и термити. Въпреки големия си ареал, видът е критично застрашен, тъй като популацията му намалява бързо.